# Molytes
Molytes är ett släkte av skalbaggar. Molytes ingår i familjen vivlar.

## Dottertaxa tillMolytes, i alfabetisk ordning[1]
- Molytes anglicanus
- Molytes angusticollis
- Molytes bajulus
- Molytes barbarus
- Molytes besseri
- Molytes bisulcatus
- Molytes carianerostris
- Molytes carinaerostris
- Molytes cornix
- Molytes coronatus
- Molytes cribrum
- Molytes dirus
- Molytes ferus
- Molytes funestus
- Molytes germanus
- Molytes glabratus
- Molytes glabrirostris
- Molytes graecus
- Molytes illyricus
- Molytes laevigatus
- Molytes laevirostris
- Molytes lewisi
- Molytes monachus
- Molytes ovatulus
- Molytes ovatus
- Molytes pilosus
- Molytes protractus
- Molytes punctatus
- Molytes tenebrioides